# 두물차

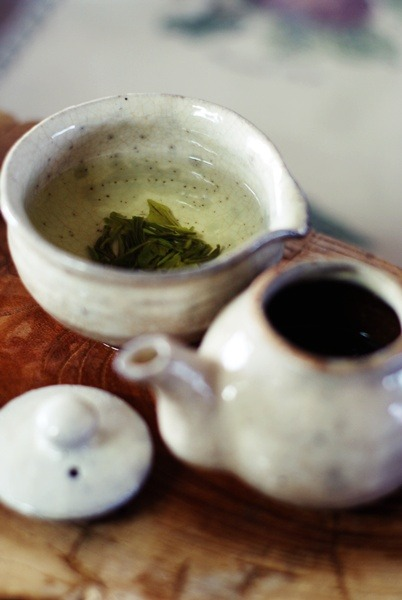

두물차 또는 세작은 곡우(4월 20~21일) 이후, 입하(5월 5~6일) 이전에 나온나온 어린잎으로 만든 녹차이다. 작설(雀舌, ←참새혀)이라고도 하며 60~70°C 온도에서 가장 잘 스며든다.